# Biederitz
Biederitz è un comune tedesco situato nel land della Sassonia-Anhalt.
Il comune Biederitz si trova a pochi chilometri a est di Magdeburgo.
Dal 1 ° gennaio 2010 include i seguenti distretti:
- Biederitz
- Gerwisch
- Gübs
- Heyrothsberge
- Königsborn
- Woltersdorf

Le attuali frazioni erano precedentemente raggruppate nella comunità amministrativa Biederitz.